# 贝尔瑟奈勒阿耶
贝瑟奈勒艾耶（法語：Bercenay-le-Hayer）是法国奥布省的一个市镇，属于塞纳河畔诺让区（Nogent-sur-Seine）圣利耶县（Saint-Lyé）。该市镇2009年时的人口为191人。

## 人口
贝瑟奈勒艾耶人口变化图示
| 数据来源：INSEE |